# Schwedische EU-Ratspräsidentschaft 2023
Die schwedische Ratspräsidentschaft bezeichnet den Vorsitz Schwedens im Ministerrat der EU für die erste Jahreshälfte 2023. Schwedens Ratsvorsitz 2023 ist Teil des elften Ratsvorsitz-Trios, welches 2022 begann und auch noch aus Frankreich und Tschechien besteht. Es war der dritte Ratsvorsitz Schwedens nach 2001 und 2009.
Das Motto des dritten Ratsvorsitzes Schwedens lautete: Die EU sicherer, freier und grüner machen.

## Prioritäten der schwedischen EU-Ratspräsidentschaft

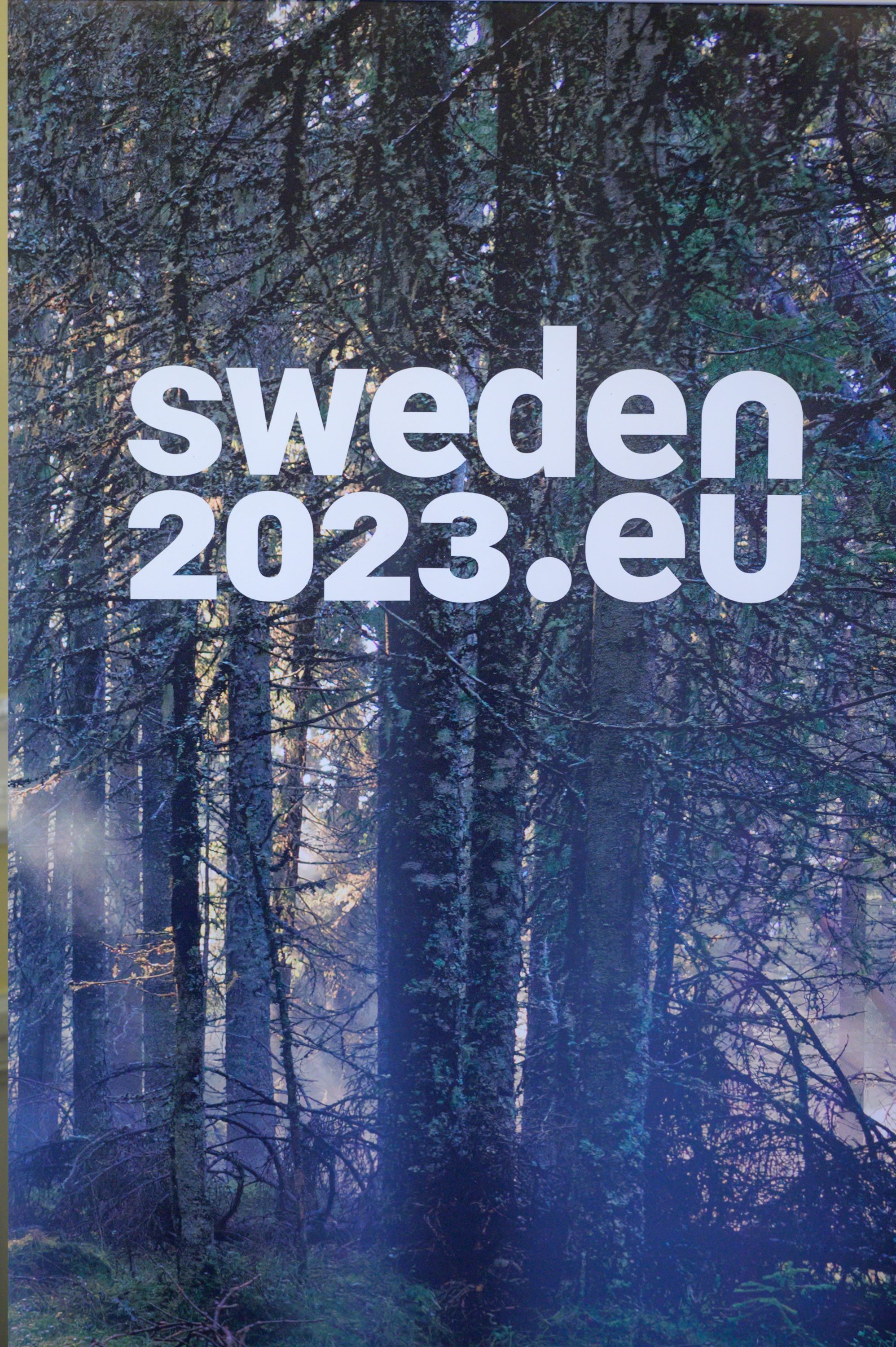
Das grüne Logo der schwedischen Präsidentschaft

Die vier Prioritäten der schwedischen EU-Ratspräsidentschaft waren:
- Sicherheit,
- Wettbewerbsfähigkeit,
- Grüne und Energie-Transformation,
- Demokratische Werte und Rechtsstaatlichkeit

## Verlauf
Der schwedische Ratsvorsitz hat daran gearbeitet, die Krisenvorsorge und die Krisenbewältigungskapazitäten der EU zu stärken, und die Diskussion darüber angestoßen, wie sich die EU im Hinblick auf künftige Erweiterungen am besten auf kommende Herausforderungen vorbereiten kann.
Es wurden zahlreiche Maßnahmen zur politischen, wirtschaftlichen, militärischen, humanitären und rechtlichen Unterstützung der Ukraine ergriffen.
Der Schwerpunkt der Arbeit des Rates für Wirtschaft und Finanzen lag auf der unsicheren Wirtschafts- und Sicherheitslage, wobei die Unterstützung der Ukraine und die wirtschaftlichen Folgen des russischen Angriffskrieges einen hohen Stellenwert auf der Tagesordnung hatten. Konkrete Fortschritte wurden bei der Kapitalmarktunion, der Regulierung von Krypto-Assets, den Bemühungen zur Bekämpfung von Steuerhinterziehung und Steuerbetrug sowie der Überprüfung der wirtschaftspolitischen Steuerung erzielt.
Die Arbeit des Rates für Justiz und Inneres konzentrierte sich auf den Migrations- und Asylpakt, die Folgen der russischen Aggression gegen die Ukraine für die innere Sicherheit, die Bekämpfung der organisierten Kriminalität und die Wahrung der Rechtsstaatlichkeit.
Ein vorrangiger Bereich für die schwedische Präsidentschaft war der Zugang zu Arzneimitteln, da sich die Engpässe während der COVID-19-Pandemie verschärft haben. Die Resistenz gegen antimikrobielle Mittel war ein weiteres vorrangiges Thema.
Die schwedische Präsidentschaft hat sich für die Stärkung der europäischen Wettbewerbsfähigkeit eingesetzt langfristige Wettbewerbsfähigkeit und Produktivität fest auf die EU-Agenda zu setzen. Auf Initiative der Präsidentschaft hat die Europäische Kommission eine langfristige Strategie zur Steigerung von Wachstum und Produktivität vorgelegt, die sich auf Themen wie den digitalen Wandel, Handel und Innovation konzentriert.
Ziel der Präsidentschaft war es zudem eine faire und nachhaltige Nutzung des Weltraums zu fördern.
Die Arbeit an der Beschleunigung des Übergangs zu einem langfristig nachhaltigen Verkehrssystem mit Infrastruktur und Verkehr mit geringen Klimaauswirkungen wurden fortgesetzt.
Die schwedische Präsidentschaft musste sich auf verschiedene Weise mit den Folgen des russischen Angriffskrieges gegen die Ukraine auseinandersetzen. In diesem Zusammenhang ging es um die Unterstützung der von Marktstörungen betroffenen Sektoren aus der Agrarreserve und um die Bewältigung der spezifischen Probleme, mit denen die an die Ukraine angrenzenden Mitgliedstaaten konfrontiert sind.
Vorschläge des Fit for 55-Pakets, das als Schritt in Richtung Klimaneutralität bis 2050 eine Reduzierung der EU-Emissionen um mindestens 55 Prozent bis 2030 zum Ziel hat, wurden in das Paket aufgenommen und mit dem Europäischen Parlament wurden weitere Vereinbarungen getroffen.

## Budget
Das Budget für die Präsidentschaft wird auf etwa 3,5 Millionen Euro für 2021, 31 Millionen Euro für 2022 und 76 Millionen Euro für 2023 geschätzt. Das Gesamtbudget beläuft sich somit auf etwa 110 Millionen Euro über drei Jahre.
Der Haushalt wurde auf der Grundlage des Ergebnisses der vorherigen EU-Ratspräsidentschaft Schwedens im Jahr 2009 berechnet.